# Ночной (приток Судна)
Ночной — ручей в России, протекает по территории Костомукшского городского округа Республики Карелии. Длина ручья — 12 км.
Ночной берёт начало из ламбины без названия и далее течёт преимущественно в восточном направлении.
Ручей в общей сложности имеет шесть малых притоков суммарной длиной 10 км.
Втекает в реку Судно.
Населённые пункты на ручье отсутствуют.
Код объекта в государственном водном реестре — 02020000812202000002908.